# Donatas Motiejūnas
Donatas Motiejūnas (Kaunas, 20 settembre 1990) è un cestista lituano.
È soprannominato D-Mo.

## Biografia
È un grande tifoso del club calcistico Bayern Monaco, di cui pubblica spesso foto sui suoi profili social, così come della nazionale di calcio tedesca.

## Caratteristiche tecniche
È un'ala grande che può giocare anche da centro, bravo in particolare in post e nella metacampo offensiva, dotato di buon semigancio e agilità negli spazi brevi.

## Carriera

### Europa (2005-2012)

#### Lituania (2005-2009)
Inizia la sua carriera da cestista professionista debuttando nel Campionato lituano con la prima squadra dello Žalgiris Kaunas nel 2007.
Nel 2008, dopo aver vinto il Campionato di Lituana, la Lega Baltica e la Coppa di Lituania con lo Žalgiris Kaunas, passa in prestito all'Aisčiai Kaunas.

#### Italia (2009-2011)
Nell'agosto 2009 si trasferì in Italia alla Pallacanestro Treviso con cui giocò in Serie A.

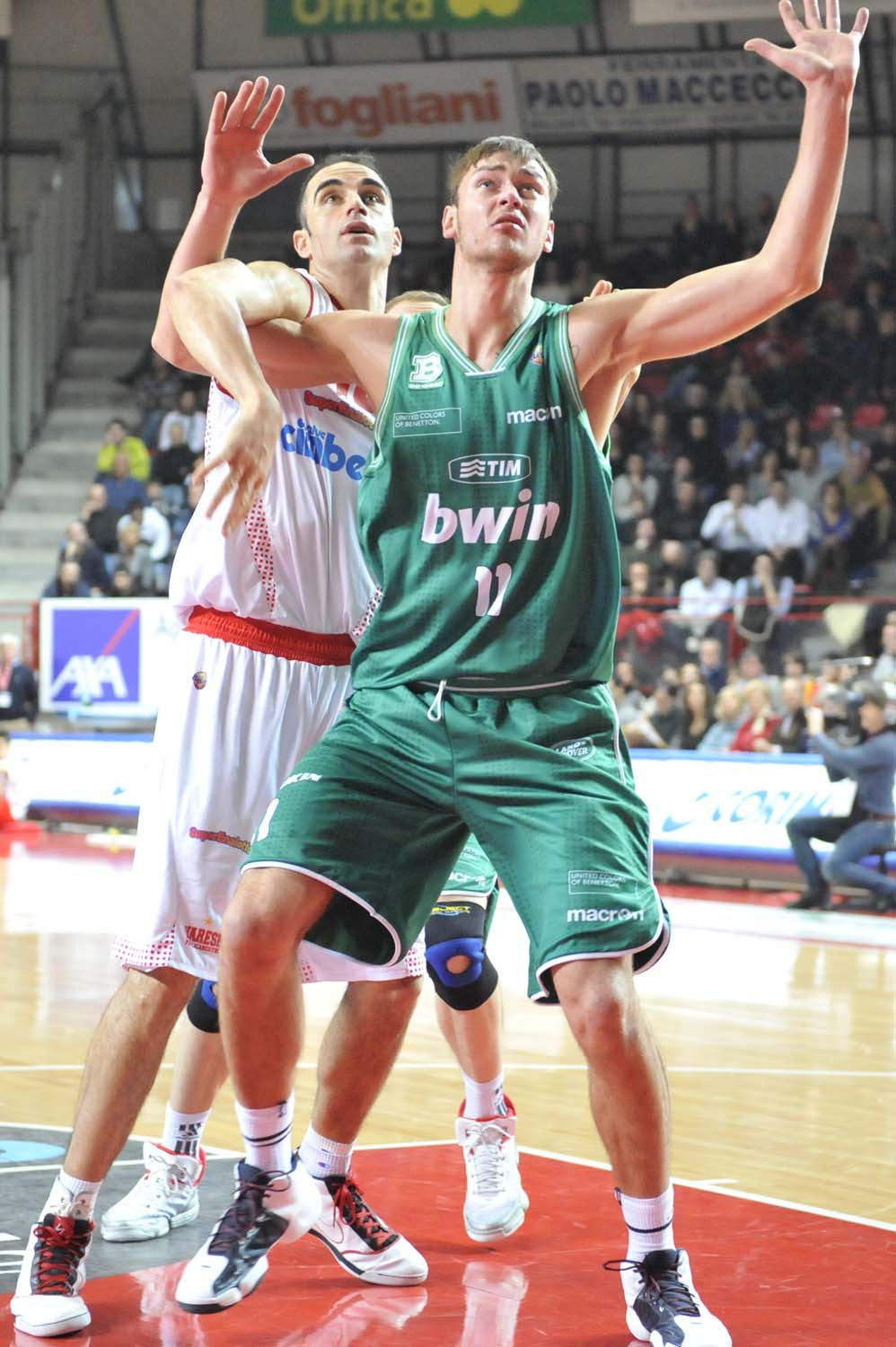
Donatas Motiejūnas (destra) con la canotta di Treviso a contrasto con Diego Fajardo (sinistra)

Nella prima stagione giocò 33 gare tenendo di media 9,8 punti e 5,2 rimbalzi a partita.
Nella seconda invece vinse il titolo di Eurocup Rising Star.

#### Draft NBA 2011, il Lockout e l'anno in Polonia (2011-2012)
Il 23 giugno 2011 durante il draft NBA 2011, svoltosi al Prudential Center di Newark, New Jersey, venne scelto come n. 20 dalla franchigia dei Minnesota Timberwolves che lo gira agli Houston Rockets in cambio di Brad Miller, della scelta n° 23 Nikola Mirotić, n° 38 Chandler Parsons e di una futura prima scelta. A causa del lockout NBA 2011-2012, il giocatore rimane sotto contratto con Treviso anche per la stagione 2011-2012.
A settembre della stessa stagione venne ceduto in prestito alla Prokom Sopot in Polonia. A fine anno con la Prokom Sopot si laurea campione di Polonia. Nell'ultima partita della stagione andò in doppia-doppia totalizzando 23 punti e 11 rimbalzi.

### L'approdo in NBA: Houston Rockets (2012-2016)

#### Primi anni (2012-2014)
Nel luglio 2012 firmò un contratto quadriennale con gli Houston Rockets. Nella prima stagione con i Rockets, viene assegnato spesso ai Rio Grande Valley Vipers, squadra della D-League affiliata ai Rockets. Durante la stagione giocò 44 partite, di cui 14 da titolare con una media di 5,7 punti. A fine anno i texani arrivarono ottavi nella graduatoria finale della Western Conference qualificandosi così per i playoffs, dove affrontarono gli Oklahoma City Thunder arrivati primi. I Rockets persero la serie per 4-2, venendo eliminati così al primo turno. Motiejūnas giocò 1 partita nella serie, in cui segnò 5 punti in 5 minuti. 

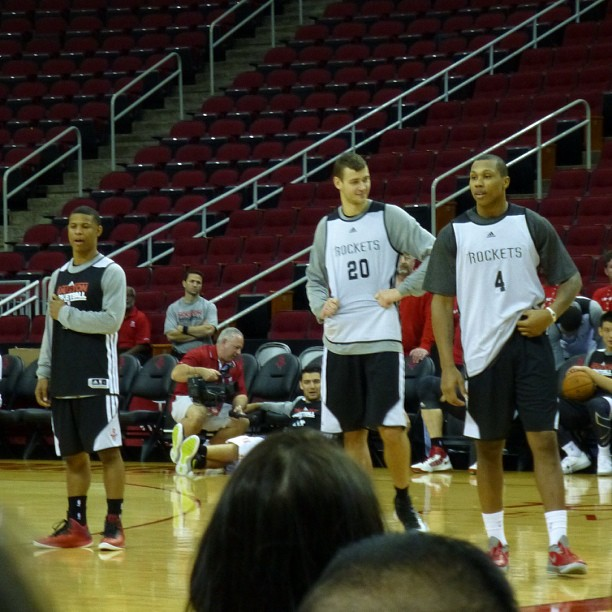
Motiejūnas (centro) in allenamento a Houston con Scott Machado (sinistra) e Greg Smith (destra)

Nella seconda stagione in NBA D-Mo, seppur partendo solo 3 volte nel quintetto base, disputò 62 partite, da riserva di Terrence Jones, tenendo di media 5,5 punti e 3,6 rimbalzi in 15,4 minuti a partita.

#### La consacrazione (2014-2015)
La terza stagione per Motiejūnas fu la migliore in NBA: Terrence Jones perse per infortunio metà stagione (41 partite esatte) e questo diede al lituano l'opportunità di giocare nel quintetto base. In totale giocò 71 partite, di cui 62 da titolare. Tenne delle ottime medie di 12 punti, 5,9 rimbalzi, 1,8 assist, 0,8 palle rubate e 0,5 stoppate in 28,7 minuti a partita. Per quanto riguarda le statistiche al tiro, ebbe di media il 50,4% dal campo, 36,8% da 3 punti e 60,2% al tiro libero. A parte nei tiri liberi che migliorò l'anno successivo (tenendo una percentuale del 64,2%), Motiejūnas registrò il career-high in tutti i campi citati. La sua buona stagione fu agevolata anche dall'assenza di Dwight Howard a inizio anno, mostrando in particolare miglioramenti sotto canestro. Tra l'altro il 30 gennaio 2019 realizzò il proprio massimo di punti segnandone 26 (di cui 10 nel quarto quarto) nel successo per 93-87 contro i Boston Celtics. Oltre a Motiejūnas anche i Rockets fecero una grande stagione in quanto arrivarono a sorpresa secondi nella Western Conference (con un record di 56-26) dietro ai Golden State Warriors. Tuttavia il 28 marzo 2015 subì un infortunio alla schiena che lo costringe a stare fuori fino alla fine della stagione, nonostante la prognosi iniziale lo desse fuori per 2 settimane. L'annuncio che non avrebbe disputato i playoffs arrivò il 10 aprile.
Comunque nella post-season la squadra sorprese ancora arrivando (dopo aver eliminato Dallas Mavericks e Los Angeles Clippers) alle finali Conference; tuttavia in queste i Rockets dovettero arrendersi perdendo 4-1 contro i Golden State Warriors futuri campioni NBA.

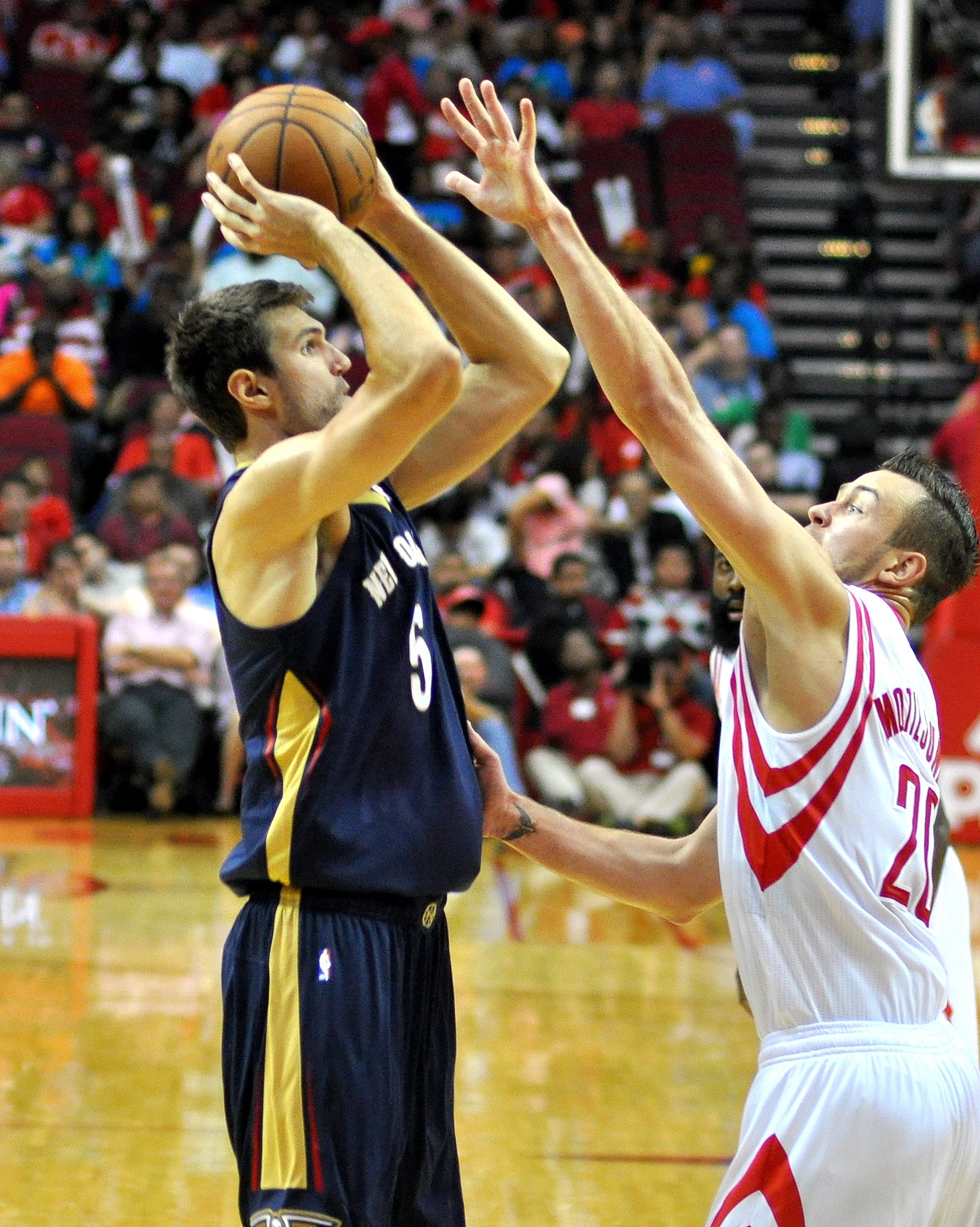
Motiejūnas (destra) mentre contrasta Jeff Withey

#### L'ultima stagione: il mancato passaggio ai Pistons e anno deludente (2015-2016)
La quarta stagione invece fu negativa sia per Motiejūnas che per la squadra texana, che in Novembre esonerò l'allenatore Kevin McHale, sostituendolo con J.B. Bickerstaff (allenatore a interim); il pivot di Kaunas rientrò in Dicembre nella gara interna vinta 120-113 contro i Sacramento Kings in cui giocò sei minuti. Dopo aver disputato 14 partite con i Rockets subì un altro infortunio che lo costrinse a stare fuori. Il 31 gennaio 2016 vennè assegnato ai Rio Grande Valley Vipers in D-League per recuperare dall'infortunio. Il 19 febbraio 2016, venne ceduto via trade, insieme a Marcus Thornton, dagli Houston Rockets ai Detroit Pistons. Tuttavia la trade saltò a causa del fatto che Motiejūnas non passò le visite mediche con i Detroit Pistons. Motiejūnas criticò i Pistons successivamente sostenendo che il fatto che lui abbia fallito le visite mediche fosse uno scherzo. Rimase così agli Houston Rockets, con cui alla fine della stagione arrivò ai playoffs, con la squadra qualificatasi da ottava a ovest. Nonostante la squadra fosse arrivata ai playoffs per tutti e 4 gli anni, Motiejūnas giocò soltanto in 2 occasioni durante la post-season a causa di problemi fisici. Nei PO, esattamente come l'anno precedente, i Rockets affrontarono i Golden State Warriors, ma questa volta al primo turno, ed esattamente come l'anno passato, gli Warriors ebbero la meglio ancora una volta per 4-1. In gara-3 (l'unica gara vinta dai Rockets) della serie, realizzò la sua prima doppia-doppia nei playoffs mettendo a referto 14 punti e 13 rimbalzi. Nei PO 2016 disputò tutte e 5 le partite giocate dai biancorossi, di cui 4 da titolare.

### L'addio ai Rockets, il mancato passaggio ai Nets e il mancato ritorno a Houston (2016)
Alla fine della stagione 2015-2016 Motiejūnas non rinnovò il proprio contratto con i Rockets, rimanendo così free agent. Nonostante lui non avesse firmato la qualifying offer, rimase come restricted free agent. Perciò la franchigia texana ha l'opportunità di pareggiare ogni offerta per il lituano. Il 3 dicembre 2016 arrivò a Motiejunas un'offerta da parte dei Brooklyn Nets con cui avrebbe guadagnato 37 milioni di dollari in 4 anni; gli Houston Rockets, come da regolamento, ebbero 3 giorni di tempo per pareggiare l'offerta. E così fu in quanto il 6 dicembre 2016, che sarebbe il terzo e ultimo giorno utile per farlo, i Rockets pareggiarono l'offerta dei Nets. Tuttavia il giorno successivo (ovvero il 7 dicembre 2016), Motiejūnas non si presentò alle visite mediche con gli Houston Rockets (in cui avrebbe preso il posto di Bobby Brown). Donatas decise di non presentarsi alle visite mediche in quanto i Rockets gli avrebbero offerto 31 milioni invece che 37 come i Nets. Allora i texani decisero di offrirgli una cifra tra i 35 e i 37 milioni per reintegrarlo in rosa. Tuttavia il 10 dicembre 2016 la dirigenza dei Rockets cambiò idea, decidendo di non rifirmarlo, e rescidendo così la sua qualifying offer, facendo diventare Motiejūnas free agent senza restrizioni.

### New Orleans Pelicans (2017)
Dopo non aver firmato con i Brooklyn Nets e gli Houston Rockets, il 3 gennaio 2017 firmò un contratto al minimo salariale fino alla fine della stagione con i New Orleans Pelicans, tornando così a giocare in NBA dopo 9 mesi da free agent. A New Orleans ritrova il compagno di reparto (con cui fu in concorrenza a Houston) Terrence Jones e Ömer Aşık, che furono suoi compagni a Houston durante i suoi 4 anni in Texas. Debuttò con i Pelicans nella gara esterna persa per 117-108 contro i Boston Celtics, in cui segnò 11 punti in 20 minuti; in quei minuti mise a referto anche 5 rimbalzi, 4 assist e 1 palla rubata. Segnò 14 punti il 24 gennaio nella gara vinta a sorpresa dai Pelicans per 124-122 (con l'assenza della stella della squadra della Louisiana, ovvero Anthony Davis) contro i Cleveland Cavaliers campioni NBA in carica. Nella gara successiva segnò 10 punti, ma nonostante ciò i Pelicans persero in casa contro gli Oklahoma City Thunder per 114-105. Segnò 10 punti il 28 gennaio 2017 nella partita vinta a sorpresa per 119-103 contro i San Antonio Spurs. Nella partita successiva persa per 107-94 in casa contro gli Washington Wizards segnò nuovamente 10 punti.
Da lì in poi, seppur lui abbia giocato in totale 34 partite (di cui 21 consecutive all'inizio), il suo spazio diminuì a causa di alcuni infortuni oltre che per l'arrivo di DeMarcus Cousins in Louisiana avvenuto nel febbraio 2017. Di media tenne 4,4 punti in stagione.

### Cina (2017-2019)

#### Shandong Golden Stars (2017-2019)
Il 9 agosto 2017 firmò con gli Shandong Golden Stars, andando così a giocare in Cina dopo 5 anni in NBA.

### Parentesi ai San Antonio Spurs (2019)
Il 5 aprile 2019, dopo una trattativa di 2 settimane complicata per via di problemi col visto, tornò in NBA firmando con i San Antonio Spurs. Il 30 aprile 2019, pochi giorni dopo l'uscita ai playoffs della squadra (in cui disputò 5 partite tenendo 2,6 punti di media) a gara-7 contro i Denver Nuggets, annunciò che avrebbe lasciato la squadra.

### Ritorno in Cina (2019-)
Il 22 agosto 2019 tornò in Cina firmando per gli Shanghai Sharks. In precedenza rifiutò un contratto con i San Antonio Spurs per via del minore stipendio che gli offrirono rispetto ai cinesi.

### Nazionale
Dopo aver rappresentato molte selezioni giovanili lituane, nel 2010 debuttò con la Nazionale maggiore con cui ha disputato molteplici tornei negli anni, tra cui l'Europeo 2013 in cui la Lituania ha ottenuto la medaglia d'argento. Saltò invece le Olimpiadi 2012 e 2016 (quella di Rio la saltò per i dubbi sulla sua free agency), e gli Europei 2015.

## Statistiche

### NBA

#### Regular Season
| Anno      | Squadra           | PG  | PT  | MP   | TC%  | 3P%  | TL%  | RP  | AP  | PRP | SP  | PP   |
| --------- | ----------------- | --- | --- | ---- | ---- | ---- | ---- | --- | --- | --- | --- | ---- |
| 2012-2013 | Houston Rockets   | 44  | 14  | 12,2 | 45,5 | 28,9 | 62,7 | 2,1 | 0,7 | 0,2 | 0,2 | 5,7  |
| 2013-2014 | Houston Rockets   | 62  | 3   | 15,4 | 44,3 | 25,0 | 60,4 | 3,6 | 0,5 | 0,3 | 0,3 | 5,5  |
| 2014-2015 | Houston Rockets   | 71  | 62  | 28,7 | 50,4 | 36,8 | 60,2 | 5,9 | 1,8 | 0,8 | 0,5 | 12,0 |
| 2015-2016 | Houston Rockets   | 37  | 22  | 14,8 | 43,9 | 28,1 | 64,2 | 2,9 | 1,1 | 0,5 | 0,1 | 6,2  |
| 2016-2017 | N.O. Pelicans     | 34  | 0   | 14,1 | 41,3 | 23,4 | 51,0 | 3,0 | 1,0 | 0,5 | 0,3 | 4,4  |
| 2018-2019 | San Antonio Spurs | 3   | 0   | 4,3  | 50,0 | 0,0  | 0,0  | 1,0 | 0,3 | 0,0 | 0,3 | 2,0  |
| Carriera  | Carriera          | 251 | 101 | 18,2 | 46,9 | 30,0 | 59,7 | 3,8 | 1,1 | 0,5 | 0,3 | 7,4  |

#### Play-off
| Anno     | Squadra           | PG | PT | MP   | TC%  | 3P%  | TL%  | RP  | AP  | PRP | SP  | PP  |
| -------- | ----------------- | -- | -- | ---- | ---- | ---- | ---- | --- | --- | --- | --- | --- |
| 2013     | Houston Rockets   | 1  | 0  | 5,0  | 100  | 0,0  | 100  | 1,0 | 0,0 | 0,0 | 0,0 | 5,0 |
| 2016     | Houston Rockets   | 5  | 4  | 19,6 | 43,2 | 44,4 | 47,1 | 5,2 | 1,0 | 0,8 | 0,4 | 8,8 |
| 2019     | San Antonio Spurs | 5  | 0  | 3,8  | 60,0 | 0,0  | 50,0 | 1,4 | 0,4 | 0,0 | 0,0 | 2,6 |
| Carriera | Carriera          | 11 | 4  | 11,1 | 49,0 | 40,0 | 50,0 | 3,1 | 0,6 | 0,4 | 0,2 | 5,6 |

### Massimi in carriera
- Punti: 26 vs. Boston Celtics (30 gennaio 2015)[47]
- Rimbalzi: 15 vs. Los Angeles Lakers (8 aprile 2014)
- Assist: 7 vs. Atlanta Hawks (3 marzo 2015)
- Stoppate: 3 (2 volte)
- Palle rubate: 4 vs. New York Knicks (8 gennaio 2015)
- Minuti giocati: 43 vs. Los Angeles Clippers (15 marzo 2015)

### Eurolega
| Anno      | Squadra         | PG  | PT  | MP   | TC%  | 3P%  | TL%  | RP  | AP  | PRP | SP  | PP   |
| --------- | --------------- | --- | --- | ---- | ---- | ---- | ---- | --- | --- | --- | --- | ---- |
| 2007-2008 | Žalgiris Kaunas | 3   | 0   | 7,1  | 20,0 | 0,0  | 100  | 2,7 | 0,0 | 0,0 | 0,0 | 1,3  |
| 2011-2012 | Arka Gdynia     | 10  | 10  | 31,3 | 43,6 | 30,4 | 45,5 | 7,9 | 0,9 | 0,6 | 0,8 | 12,5 |
| 2021-2022 | Monaco          | 38  | 34  | 19,1 | 57,3 | 32,7 | 44,7 | 4,6 | 0,7 | 0,5 | 0,3 | 9,7  |
| 2022-2023 | Monaco          | 41  | 37  | 17,8 | 57,3 | 25,0 | 55,8 | 3,7 | 0,8 | 0,3 | 0,1 | 8,5  |
| 2023-2024 | Monaco          | 39  | 32  | 17,8 | 55,0 | 37,7 | 72,7 | 3,4 | 0,9 | 0,4 | 0,2 | 8,8  |
| Carriera  | Carriera        | 131 | 113 | 18,9 | 54,7 | 31,9 | 56,2 | 4,2 | 0,8 | 0,4 | 0,3 | 9,1  |

## Palmarès

### Squadra
- Campionato lituano: 1

Žalgiris Kaunas: 2007-2008
- Campionato polacco: 1

Prokom Gdynia: 2011-2012
- Campionato francese: 2

Monaco: 2022-2023, 2023-2024
- Coppa di Lituania: 1

Žalgiris Kaunas: 2008
- Coppa di Francia: 1

Monaco: 2022-2023
- Lega Baltica: 1

Žalgiris Kaunas: 2007-2008
- Campionati Europei Under 18: Medaglia d'Argento 2008
- Campionati Europei Under 20: Medaglia d'Argento 2008

### Individuale
- ULEB Eurocup Rising Star: 1

Pall. Treviso: 2010-2011
- Euroleague Nike Junior Tournament MVP: 2007 e 2008
- European Championships Under 18: Best Player 2008
- European Championships Under 18: Best Center 2008
- Campionato di Lituania: Most Improved Player of the Year 2009